# Landschaftsschutzgebiet Oberläufe der Silbecke, der Papenschlade und des Hardtsiepens nördlich Arpe

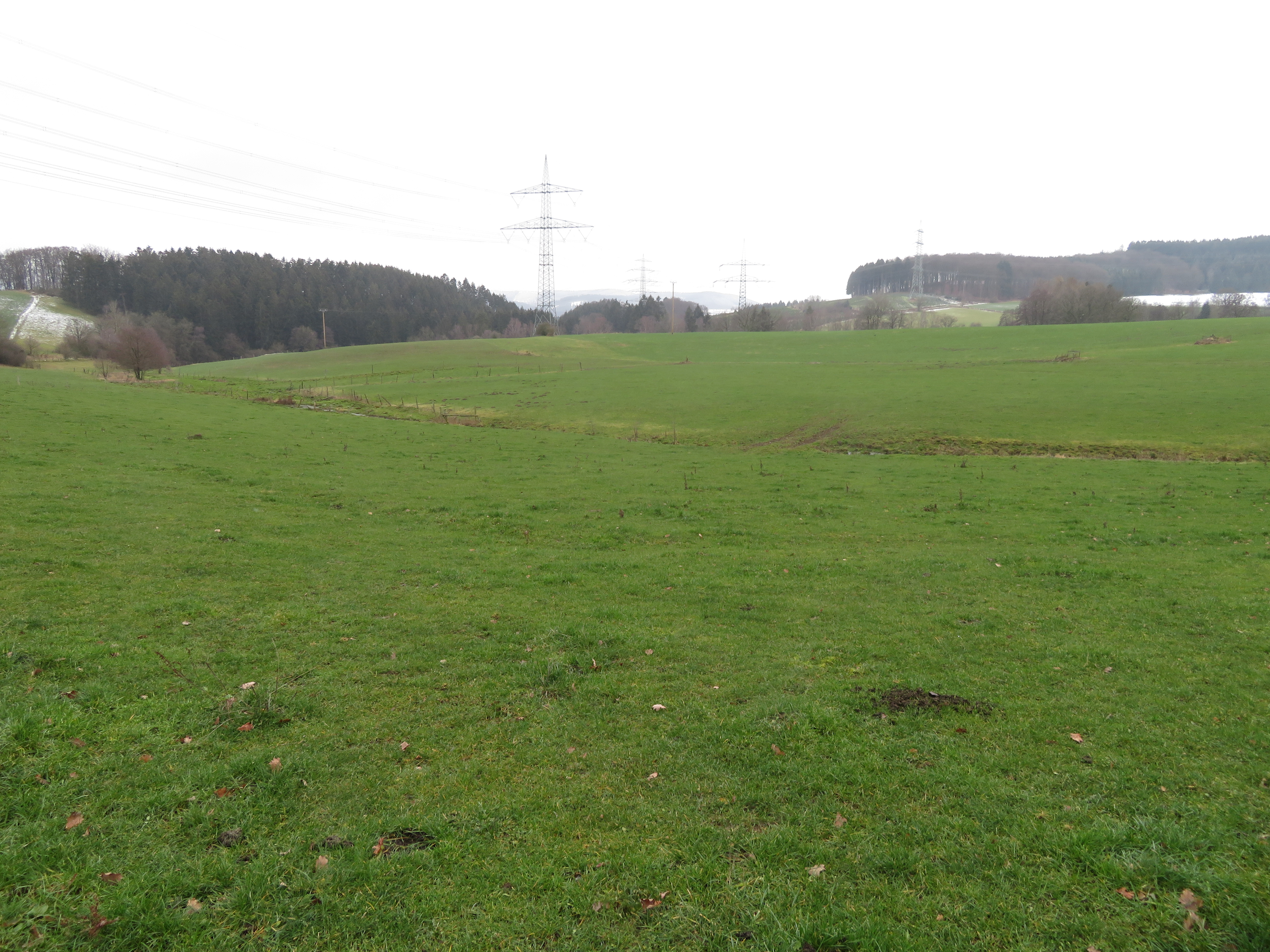
Vorne LSG Oberläufe der Silbecke, der Papenschlade und des Hardtsiepens nördlich Arpe

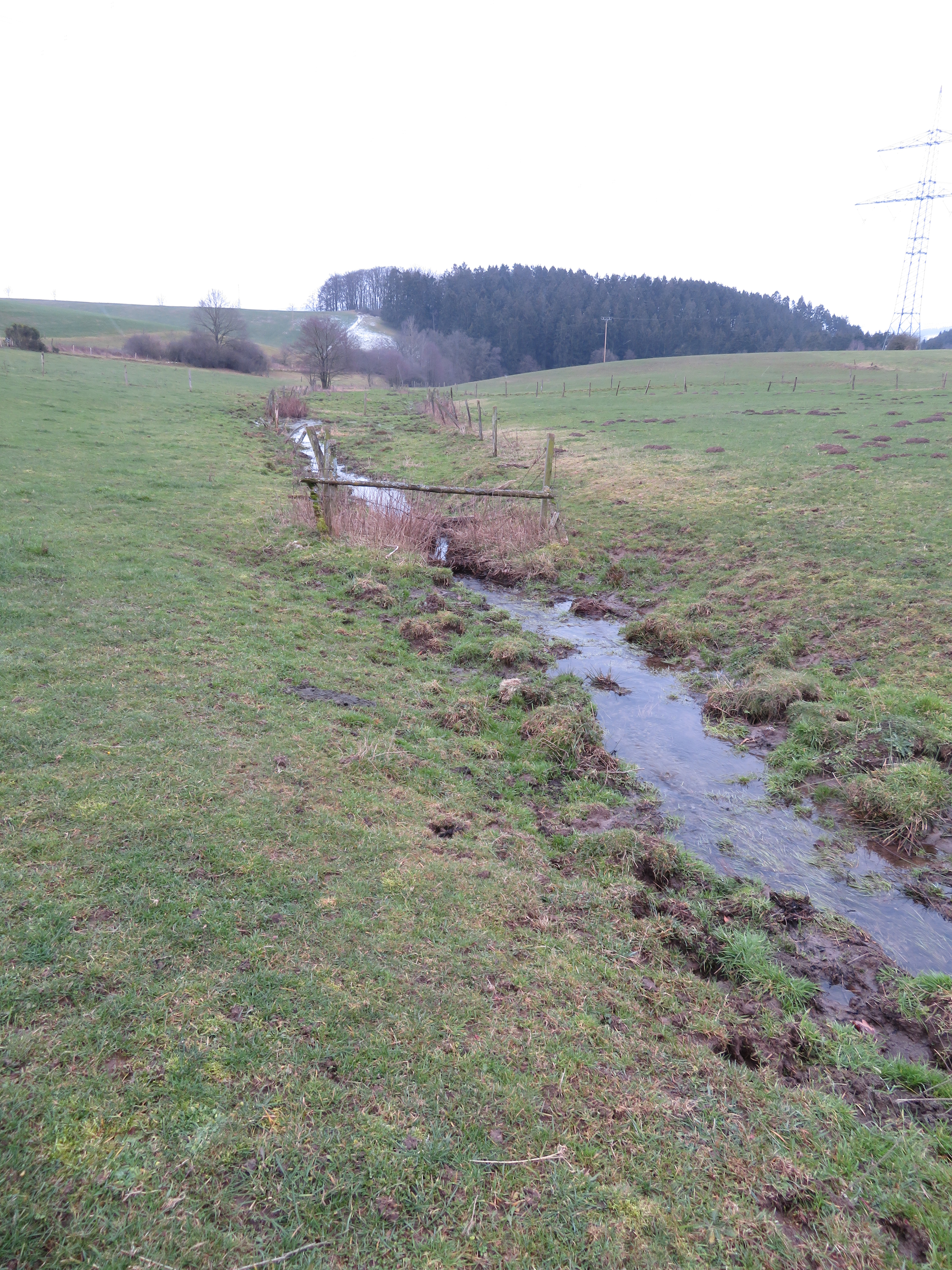
Bachlauf des Hardtsiepen im LSG

Das LSG Oberläufe der Silbecke, der Papenschlade und des Hardtsiepens nördlich Arpe mit 24,17 ha Größe liegt nördlich von Arpe im Stadtgebiet von Schmallenberg. Das Gebiet wurde 2008 vom Kreistag des Hochsauerlandkreises mit dem Landschaftsplan Schmallenberg Nordwest als Landschaftsschutzgebiet (LSG) ausgewiesen. 

## Beschreibung
Das LSG besteht aus zwei Teilflächen. Es handelt sich um Talbereiche der Silbecke, der Papenschlade und des Hardtsiepens. Nördlich schließt direkt das Landschaftsschutzgebiet Quellbereich des Hardtsiepens bei Landenbeckerbruch im Gemeindegebiet Eslohe an.
Das Landschaftsschutzgebiet Oberläufe der Silbecke, der Papenschlade und des Hardtsiepens nördlich Arpe wurde als eines von 58 Landschaftsschutzgebieten vom Typ C, Wiesentäler und bedeutsames Extensivgrünland im Stadtgebiet von Schmallenberg, ausgewiesen. Wie in den anderen Landschaftsschutzgebieten vom Typ C in Schmallenberg besteht im LSG ein Umwandlungsverbot von Grünland und Grünlandbrachen in Acker oder andere Nutzungsformen. Eine Erstaufforstung und eine Anlage von Weihnachtsbaumkulturen ist verboten. Eine maximal zweijährige Ackernutzung innerhalb von zwölf Jahren ist erlaubt, falls damit die Erneuerung der Grasnarbe vorbereitet wird. Dies gilt als erweiterter Pflegeumbruch. Beim erweiterten Pflegeumbruch muss ein Mindestabstand von fünf Metern vom Mittelwasserbett eingehalten werden.

## Schutzzweck
Die Ausweisung erfolgte zur Ergänzung der Naturschutzgebiets-Ausweisung in den Talauen von Schmallenberg um ein Offenlandbiotop-Verbundsystem zu schaffen, damit Tiere und Pflanzen Wanderungs- und Ausbreitungsmöglichkeiten behalten, und dem Erhalt der Vorkommen geschützter Vogelarten sowie dem Schutz artenreicher Pflanzengesellschaften.